# Systaria decidua
Espèce
Systaria decidua est une espèce d'araignées aranéomorphes de la famille des Miturgidae.

## Distribution
Cette espèce est endémique de Thaïlande. Elle se rencontre dans les provinces de Phetchabun, de Lampang et d'Uttaradit.

## Description
Le mâle holotype mesure 7,84 mm et la femelle paratype 10,48 mm.

## Publication originale
- Dankittipakul & Singtripop, 2011 : Seven new species of Systaria Simon, 1897 from southeast Asia (Araneae, Clubionidae, Systariinae). Zootaxa, no 2905, p. 16-32.